# 바이블 챌린지
《바이블 챌린지》는 유튜브 '헌이의 일상' 최진헌 전도사와 CTS콘텐츠랩이 제공하는 맞춤교재를 통해 진행되는 CTS기독교TV의 어린이 성경 통독 프로그램이다.

## MC
- 최진헌: 유튜브 크리에이터, 전도사